# E532号線
E532号線 (E532ごうせん、英: European route E532) はドイツにあり、メミンゲン – フュッセンを結ぶ、欧州自動車道路のBクラス幹線道路。
- ドイツ
  - E43号線,E54号線 – メミンゲン
  - フュッセン